# کوجیونو
کوجیونو (به ایتالیایی: Cuggiono) یک کومونه در ایتالیا است که در استان میلان واقع شده‌است.

## خصوصیات
کوجیونو ۱۴ کیلومترمربع مساحت و ۸٬۲۴۳ نفر جمعیت دارد و ۱۵۷ متر بالاتر از سطح دریا واقع شده‌است.